# Herbert Paulmichl
Herbert Paulmichl (* 18. Juni 1935 in Stilfs/Südtirol) ist ein italienischer Komponist und Organist.

## Leben und Wirken
Paulmichl wurde 1935 als neuntes von zehn Kindern einer Lehrerfamilie geboren. Er besuchte das Gymnasium Vinzentinum in Brixen und studierte anschließend drei Jahre lang Theologie an der Philosophisch-Theologischen Hochschule Brixen. Von seinem Vater erhielt er ersten Klavier- und Orgelunterricht. Des Weiteren war er Schüler von Angelo Alverá und Josef Knapp. Anschließend absolvierte Paulmichl die Kirchenmusikakademie in Regensburg und die Musikhochschule München. 1967 schloss er sein Studium mit dem Staatsexamen ab.
Von 1975 bis 2003 war er Dozent für Kirchenmusik am Staatlichen Musikkonservatorium „Claudio Monteverdi“ in Bozen, sowie Kapellmeister, Organist und Chorleiter am Bozner Dom. Mehrere Jahre lang war er auch Musikerzieher an der Kindergärtnerinnenschule in Bozen.
Paulmichl gewann 1985 den Wettbewerb um die Domkapellmeisterstelle am Salzburger Dom, trat die Stelle jedoch nicht an.
Für seine umfangreiche kompositorische Tätigkeit für Orgel und Chor erhielt er zahlreiche Auszeichnungen und Wettbewerbspreise im In- und Ausland. Paulmichls Werk besteht hauptsächlich aus Chor-, Orgel- und Kammermusik. Den Schwerpunkt seines Schaffens bildet die Kirchenmusik.